# Loudi
Loudi (娄底; pinyin: Lóudǐ) è una Città-prefettura della provincia cinese dell'Hunan.

## Suddivisioni amministrative
- Distretto di Louxing
- Lengshuijiang
- Lianyuan
- Contea di Shuangfeng
- Contea di Xinhua